# Bačka (Eslováquia)
Bačka (em húngaro: Bacska) é um município da Eslováquia, situado no distrito de Trebišov, na região de Košice. Tem 9,58 km² de área e sua população em 2018 foi estimada em 630 habitantes.

## Demografia
| Ano:        | 1994 | 2004    | 2014  | 2024    |
| ----------- | ---- | ------- | ----- | ------- |
| Broj ljudi: | 545  | 600     | 651   | 576     |
| Razlika:    |      | +10,09% | +8,5% | -11,52% |

| Ano:               | 2023 | 2024   |
| ------------------ | ---- | ------ |
| Número de pessoas: | 581  | 576    |
| Diferença:         |      | -0,86% |